# EO Sidi Bouzid
El EO Sidi Bouzid (en árabe: النجم الأولمبي بسيدي بوزيد‎) es un equipo de fútbol de Túnez que juega en la CLP-2, la segunda liga de fútbol más importante del país.

## Historia
Fue fundado en el año 1958 en la ciudad de Sidi Bouzid aunque nacieron con el nombre Club Olympique de Sidi Bouzid.
En el año 2003 el club se fusionó con el l'Étoile Sportive de Gammouda para crear al club actual.
En la temporada 2014/15 lograron el subcampeonato de la CLP-2 y lograron el ascenso a la máxima categoría por primera vez en su historia.

## Presidentes
- Mongi Aissaoui
- Noureddine Skander
- Habib Hadj Mohamed
- Lakhdar Daly
- Saïd Nsiri
- Moncef Afi
- Hattab Chefrid
- Jalel Mnasri
- Slimane Salhi (1991-1995)
- Jalel Bayaoui (1995)
- Ammar Afi (1996-1997)
- Ali Badri (1997-1998)
- Ammar Afi (1998-2002)
- Abderrazak Daly (2002-2004)
- Brahim Nsiri (2004-2005)
- Ammar Afi (2005-2007)
- Moez Salhi (2007-2008)
- Mohamed Omri (2008-2009)
- Rchid Ftini (2010-2011)
- Abdelkader Afi (2011- )

## Entrenadores
| - 1971-1973 : Hassen Jeridi - 1973-1974 : Noureddine Bargougui - 1974-1975 : Béchir Hajri - 1975-1977 : Ali Graja - 1977-1978 : Hakim El Ayfi - 1978-1979 : Faouzi Benzarti - 1979-1980 : Abdelwahab Hicheri - 1980-1981 : Mohamed Ouni - 1981-1983 : Ali Graja - 1983-1984 : Habib Trabelsi con Hamed Kadri - 1984-1985 : Jilani Aouali - 1985-1986 : Hakim El Ayfi - 1986-1987 : Ali Graja - 1987-1988 : Abdelhafidh Arfa con Hakim El Ayfi - 1988-1989 : Habib Trabelsi con Hafedh Dhay - 1989-1990 : Youssef Seriati | - 1990-1991 : Habib Trabelsi - 1991-1992 : Mohamed Bousarsar - 1992-1993 : Abid Mchala con Habib Trabelsi - 1993-1994 : Lotfi Hannachi con Salah Guediche con Ahmed Ouannès - 1994-1995 : Ferid Laaroussi - 1995-1996 : Mohamed Reguig con Jamel Boumenjel - 1996-1997 : Jamel Boumenjel con Habib Trabelsi con Wahid Hidoussi - 1997-1998 : Wahid Hidoussi puis Belhassen Meriah - 1998-1999 : Mohamed Abed con Ezzedine Khemila con Wahid Hidoussi puis Nasr Yousfi - 1999-2000 : Jamel Boumenjel - 2000-2001 : Jamel Boumenjel con Hakim El Ayfi - 2001-2002 : Jamel Boumenjel y Hakim El Ayfi - 2002-2003 : Mourad Bzioueche con Mohamed Ali Kadri y Sahbi Yousfi puis Samir Grayaa | - 2003-2004 : Mohamed Hédi Gharbi con Habib Trabelsi puis Fayçal Salhi con Lotfi Azzouz - 2004-2005 : Hafedh Dhay con Néji Jerad puis Jamel Boumenjel - 2005-2006 : Jamel Boumenjel con Kacem Jabbes - 2006-2007 : Fayçal Salhi puis Ezzedine Khemila puis Hafedh Dhay - 2007-2008 : Hafedh Dhay - 2008-2009 : Ounaïes Bouzidi - 2010-2011 : Fayçal Salhi con Hajji Jamel con Lotfi Azzouz con Yahya Beyaoui - 2011-2013 : Othman Chehaibi con Lotfi Essebti con Nabil Ferchichi - 2013-2014 : Lotfi Essebti puis Othman Chehaibi - 2014-2015 : Wahid Hidoussi con Hassen Gabsi - 2015- : Lasaad Maamer |